# Patriarca (sociología)
Patriarca (del latín patriarcha, procedente del griego πατριάρχης) es la denominación del varón que tenía la autoridad de pater familias ('padre de familia') pudiendo tomar decisiones que atañen a toda la familia. El sistema que regía estas reglas era llamado patriarcado. En griego, esta palabra provenía de la composición de πάτερ (pater = 'padre') que significa padre y άρχων (archón = 'líder', 'jefe', 'rey', etc.).